# Centre audiovisuel d'études juridiques
 (décembre 2023).
Le Centre audiovisuel d'études juridique ou CAVEJ est le centre de formation juridique à distance des universités de Paris. Il offre une formation à distance et en ligne en droit pour la préparation des diplômeUniversité Paris-Descartes nationaux suivants : capacité en droit, licence en droit et master 1 (maîtrise en droit) ainsi que master 2 droit des affaires depuis 2017.
Réunissant six universités de Paris et de la région parisienne (Paris-I, Paris-II, Paris-V, Paris-XI, Paris-XIII et l'université de Versailles-Saint-Quentin-en-Yvelines, le CAVEJ répond à un besoin : se former tout au long de la vie par des méthodes adaptées à l'enseignement à distance. Il accueille chaque année plus de 5 000 étudiants.

## Fonctionnement
De la capacité au master 2 en droit, le CAVEJ offre une formation complète : il dispense les cours, assure l'encadrement pédagogique, le contrôle des connaissances et délivre des diplômes nationaux qui sont ceux de l'université de rattachement. Spécialement conçus pour la formation ouverte et à distance, les enseignements sont assurés par des professeurs et maîtres de conférences des universités de Paris ainsi que par des professionnels du monde juridique (magistrats et avocats notamment).
Pionnier de la formation à distance depuis plus de 40 ans, le centre fournit ses cours sur clé USB MP3 et par Internet. Il dispose d’un environnement numérique de travail (cours numériques sur plateforme de formation en ligne (e-learning)) et d’une ingénierie pédagogique adaptée (tutorat, permanences téléphoniques et en présentiel, regroupements, guides de travail et recueils de documents, forums de discussion, etc.).
Il est dirigé par Bruno Dondero, agrégé des facultés de droit, professeur de droit privé à l'université Paris-I Panthéon-Sorbonne. Il est partenaire du Centre national d'enseignement à distance (CNED) et membre actif de l'Université Numérique Juridique Francophone (UNJF).
Des étudiants et anciens étudiants ont créé en 2016 une alumni sous le nom AAAECAVEJ (Association amicale des anciens étudiants du Cavej), réunissant des étudiants et des anciens étudiants et œuvrant pour le développement d'un réseau et l'amélioration des services prodigués par le Cavej.

## Admissions et conditions d’accès
Les formations du CAVEJ sont ouvertes à tous, sous réserve de justifier du niveau d'études requis pour la formation visée.

## Formations
- Capacité en droit 1re année
- Capacité en droit 2e année
- Licence 1 en droit
- Licence 2 en droit
- Licence 3 en droit
- Master 1 (maîtrise) en droit mention droit des affaires
- Master 1 (Maîtrise) en droit mention droit privé
- Master 1 (Maîtrise) en droit mention droit public
- Master 2 (Master) en droit des affaires

## MOOC
Un premier MOOC a réuni 11 000 participants en 2014, le CAVEJ et l'université Paris-I Panthéon-Sorbonne ont lancé une deuxième session du MOOC Sorbonne Droit des entreprises, sur la plateforme France université numérique (FUN) en janvier 2015. Une troisième session a été lancée en février 2018.